# Cannabis em Cabo Verde
Cannabis em Cabo Verde é ilegal, mas se encontra a produção e o tráfico ilícito.
A maioria de tráfico de droga em Cabo Verde é de cocaína, que às vezes é combinado com cannabis produzido localmente para criar uma droga chamada cochamba.